# كارل غوستاف إميل مانرهايم
كارل غوستاف إميل مانرهايم (Carl Gustaf Emil Mannerheim؛ أسكاينن، 4 يونيو 1867 - لوزان، 27 يناير 1951) قائد الأعلى لقوات الدفاع الفنلندية ومارشال فنلندا وسياسي. كان وصياً على البلاد (1918 – 1919)، وسادس رؤساء فنلندا (1944 – 1946).
ولد مانرهايم في زمن دوقية فنلندا الكبرى التابعة للإمبراطورية الروسية بعائلة فنلندية نبيلة ناطقة بالسويدية استقرت في فنلندا منذ أواخر القرن الثامن عشر. كان مارهاين جده من ناحية الأب قد هاجر من ألمانيا إلى السويد خلال القرن السابع عشر، بينما يعود أسلافه من ناحية الأم إلى سودرمانلاند في السويد.
خدم في الجيش الإمبراطوري الروسي، مـُرتقياً فيه حتى رتبة جنرال. أعلنت فنلندا استقلالها بـُعيد الثورة البلشفية، بيد أن سرعان ما تورطت في حرب أهلية على أساس طبقي. اعتنق العمال بأغلبية ساحقة العقيدة الاشتراكية ("الحـُمر") واعتنق البورجوازيون والمزارعون وأصحاب الأعمال الصغيرة العقيدة الرأسمالية ("البـِيض"). كان مانرهايم القائد العسكري للبيض. وبعد عشرين عاماً، عـُين مانرهايم قائداً أعلى لقوات فنلندا المسلحة إبان حربها مع الاتحاد السوفياتي بين عامي 1939-1944.

## أسلافه وبداية حياته

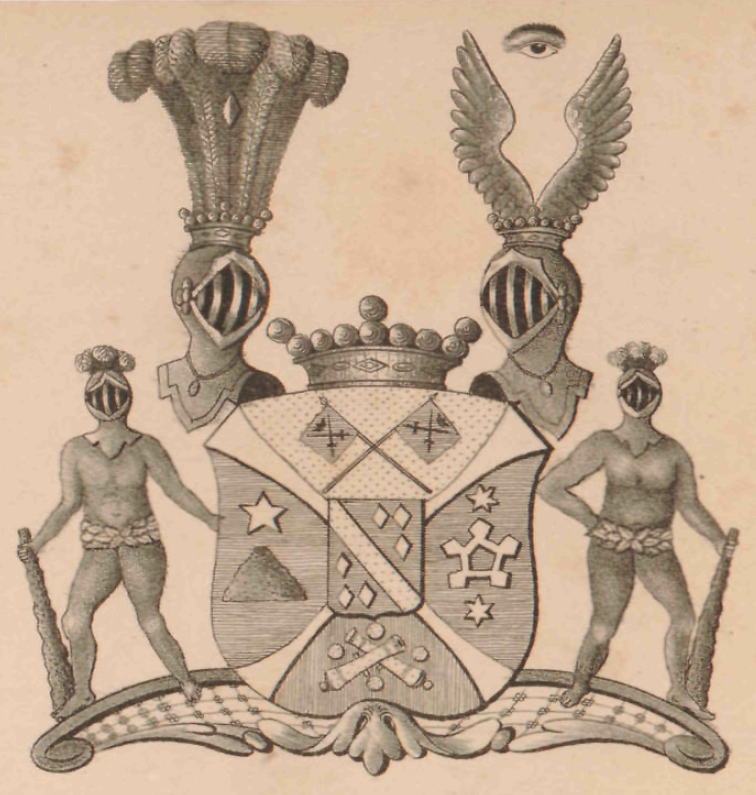
شعار عائلة مانرهايم

تنحدر أسرة مانرهايم من هينريش مارهايم (1618-1667) رجل أعمال وصاحب طاحونة ألماني من هامبورغ، هاجر إلى يافله في السويد وغير اسمه إلى هنريك. غـيـّر ابنه أوغسطين مارهايم لقب العائلة إلى مانرهايم، وقد رُفي إلى طبقة النبلاء سنة 1693. ابنه عقيد المدفعية ومشرف مطحنة يوهان أوغسطين مانرهايم رُفي إلى مرتبة البارون مع شقيقه سنة 1768. قـَدِمـَت عائلة مانرهايم إلى فنلندا وما تزال جزءاً من السويد في وقت لاحق من القرن الثامن عشر. (اعتـُقـِد لأمد طويل أن هينريش مارهايم قد هاجر إلى السويد من هولندا، بيد أن الدراسات الحديثة أثبتت خطأ هذا الاعتقاد). لدى مانرهايم جذر اسكتلندي أيضاً من ناحية الأب، فـَسـَلـَفـُه جورج فريكت (مؤسس سلالة فون فريكت الفنلندية النبيلة) هاجر من دندي إلى السويد في القرن السابع عشر.
والد جد مانرهايم، الكونت كارل إريك مانرهايم (1759-1837) تولى عدد من المناصب في مجال الخدمة المدنية في فنلندا خلال السنوات الأولى لدوقية فنلندا الكبرى الروسية ذاتية الحكم، بما في ذلك عضوية مجلس الشيوخ. رُفي في عام 1825 إلى رتبة الكونت. جد مانرهايم الكونت كارل غوستاف مانرهايم (1797-1854) كان عالم حشرات شهير وشغل منصب رئيس محكمة استئناف فيبوري. وكانت جدة مانرهايم الكونتيسة إيفا فيلهلمينا مانرهايم ني شانتس إحدى الشخصيات البارزة في المجتمع الفنلندي.
والد مانرهايم كارل روبرت كونت مانرهايم (1835-1914) كان كاتباً مسرحياً يعتنق أفكاراً سياسية ليبرالية وراديكالية، ولكنه كان رجل أعمال غير ناجح. ووالدته كارلوتا هدفيغ هيلينا فون يولين (1842-1881) ابنة رجل الصناعة الثري يوهان ياكوب فون يولين الذي كان يملك قرية وشركة فيسكارس للأعمال الحديدية. وُلد كارل غوستاف مانرهايم في منزل عائلة بعزبة لوهيسآري في أسكاينن. طفلاً ثالثاً للعائلة وورث لقب البارون (وحده البـِكر يرث لقب الكونت). رغم أعماله التجارية، مر والده بصعوبات في أواخر السبعينات. فقد عانى من اضطربات شخصية هوسية خفيفة، تجلت في كونه مفرط التفاؤل في المعاملات المالية. فاقم إدمانه على القمار من الوضع فأفلس في عام 1880. واضطر لبيع عزبة لوهيسآري وغيرها من الأراضي إلى جانب مجموعته الفنية الكبيرة لتغطية ديونه. وترك زوجته وانتقل إلى باريس مع عشيقته وصار بوهيمياً.
أخذت الكونتيسة هيليني المصدومة من الإفلاس ومن هجران زوجها أبناءها السبعة للعيش مع عمتها لويز في حوزة هذه العمة في سالفيك. توفيت هيليني في العام التالي إثر نوبة قلبية لهوانها واكتئابها. بوفاتها انتهى الأمر بالأبناء عند الأقارب، فصار خال غوستاف مانرهايم ألبرت فون يولين ولي أمره القانوني.
نظراً لظروف الأسرة المالية السيئة ولمشاكل غوستاف مانرهايم الانضباطية الجدية في المدرسة، قررت البرت فون يولين إرساله إلى مدرسة سلاح كاديت الفنلندية في هامينا عام 1882 لتعلم الانضباط الذاتي (الأمر الذي برع فيه بالغاً) والمهنة. إضافة إلى لسان والدته السويدي، تعلم مانرهايم التحدث بالفنلندية والروسية والفرنسية والألمانية والإنكليزية. ولكن نظراً لخدمته في القوات المسلحة الروسية بين عامي 1887-1917، نسي مانرهايم معظم ما تعلمه من الفنلندية في طفولته، وسيتعلم اللغة ثانية في وقت لاحق في حياته. كما تحدث البولندية والبرتغالية وفهم بعض الماندرين الصينية.
في شبابه، تعلم غوستاف مانرهايم كيفية الميزانية والتوفير، وذلك لتفاقم وضع عائلته المالي. أذله اضظراره أن يسأل ألبرت عمه المال لشراء كل صغيرة. كذلك أرغم على قراءة مواعظ عمه وأقاربه الآخرين العديدة بشأن التدبير وحسن السيرة والسلوك. استمرت المشاكل التأديبية. كره مانرهايم المدرسة والدوائر الاجتماعية الضيقة في هامينا بحرارة. في النهاية، تمردت بذهابه في إجازة بدون إذن في سنة 1886، - لذا تم طرده من مدرسة سلاح كاديت الفنلندية.
بانسداد باب مهنة العسكرية في الجيش الفنلندي أمام غوستاف، بقي الخيار الوحيد هو الانخراط في القوات المسلحة الروسية. لم يعارض غوستاف الشاب هذه الفكرة. كان اختياره الأول، وهو لا يزال في مدرسة سلاح كاديت الفنلندية، الدخول إلى المدرسة الإمبراطورية في سان بطرسبرغ. لكن مع تقرير سلوكه السيئ من مدرسة سلاح كاديت الفنلندية في المدرسة، كان هذا مستحيلاً.
بعد أن أمضى بعض الوقت مع إدوارد بيرجينهايم صهر ألبرت فون يولين، في خاركوف بأوكرانيا - حيث تلقى دروساً باللغة الروسية - التحق مانرهايم بمدرسة هلسنكي الخاصة، مجتازاً امتحانات القبول في الجامعة في يونيو 1887. بذلك يكون لديه تقرير مدرسي لعرضه أفضل من ذلك من مدرسة سلاح كاديت الفنلندية. كتب إلى عرابته البارونة ألفيلد سكالون دي كوليي، التي كانت لها صلات بالبلاط الروسي، لتساعدته على دخول نيكولاس مدرسة لسلاح الفرسان. أمنيته الحقيقية كانت للانضمام إلى حرس الشوفالييه، ولكن أقاربه عجزوا عن تحمل تكاليفها، فتراجع عنها. دعته عرابته إلى منزل زوجها ريفي، لوكيانوفكا، في صيف عام 1887. هناك عمل لتحسين غوستاف لغته الروسية. وفي روسيا قضى أيضاً بعض الوقت في معسكر للجيش في شوغوييف، ما عزز قراره في اختيار مهنة العسكرية.
في نهاية يوليو 1887، أُعلم غوستاف بإمكانية دخوله لامتحان القبول لمدرسة نيكولاس لسلاح الفروسان. فاجتازه وأقسم يمين الجندي في 16 سبتمبر 1887. تخرج في عام 1889 ثانياً على فصله برتبة كورنت. وضع ضمن فرسان ألكسندريسكي 15 في كاليش على الحدود الألمانية.

## خدمته الجيش الإمبراطوري الروسي

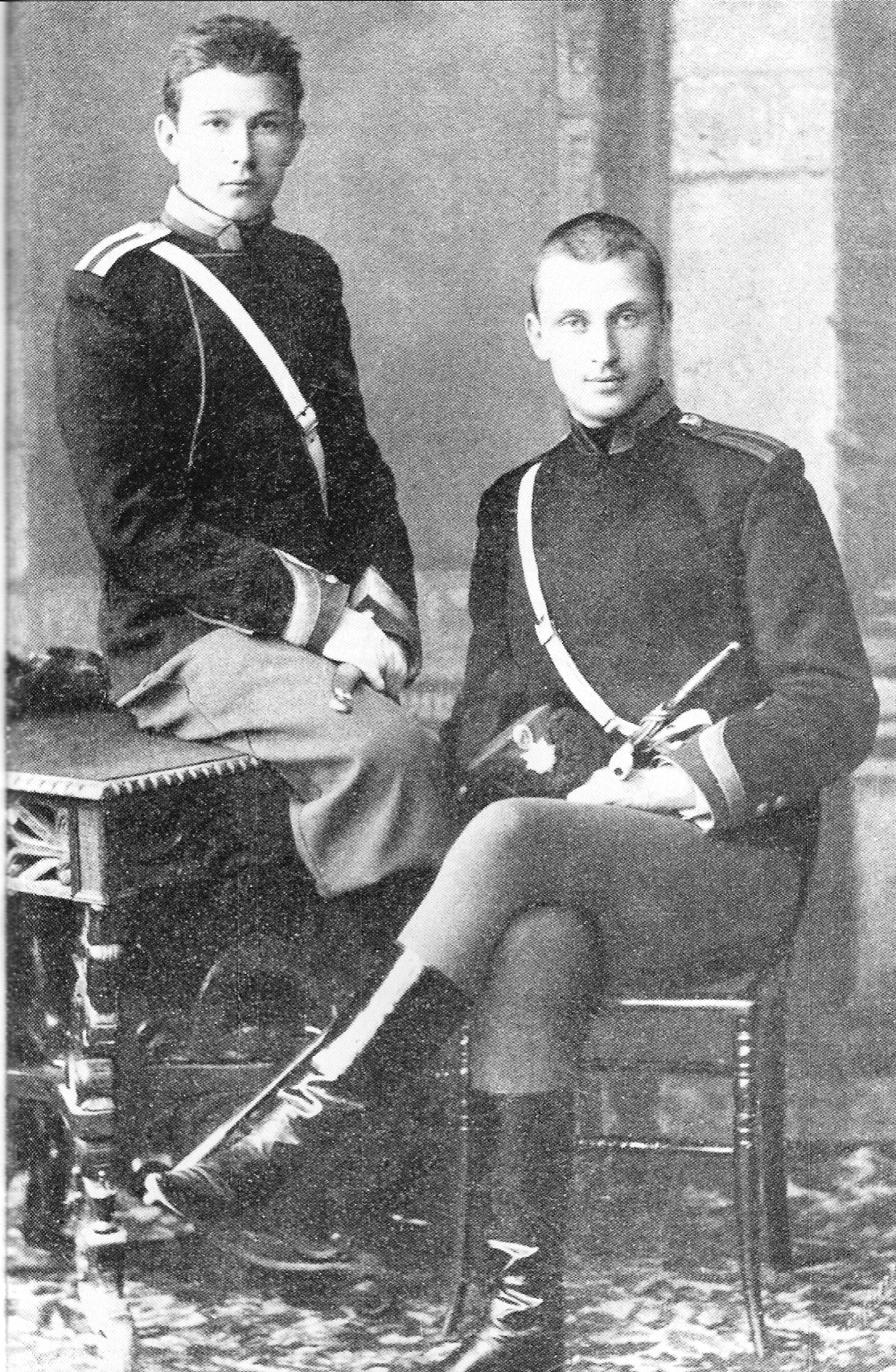
مانرهايم (يميناً) مع زميله أنتانس ريكارداس دروفي بمدرسة نيكولاس لسلاح الفروسان، سانت بطرسبرغ، أواخر القرن التاسع عشر.

في يناير 1891، نـُقل مانرهايم إلى حرس خيالة صاحبة الجلالة ماريا فيودوروفنا في سانت بطرسبرغ - وهو موضع كان فيه لقامته (187 سم) ميزة، وساهم أيضاً بتوليه مكانا بارزاً في مراسم تتويج القيصر نيقولا الثاني سنة 1896. في سنة 1892، رتبت عـرّابته الكونتيسة ألفهيلد سكالون دي كوليني له زواجاً مدبراً من أناستازيا أرابوفا (1872-1936) ابنة يتيمة للجنرال نيكولاي أرابوفا، لأسباب مالية بالدرجة الأولى. رُزقا بابنتين: أنستازي (1893-1978) وسوفي مانرهايم (1895-1963)؛ وولد الطفل الثالث ميتاً. ستتحول أنستازي إلى الكاثوليكية وتصبح راهبة كرملية في إنكلترا. انفصل مانرهايم عن أناستازيا أرابوفا عام 1902 وتطلقا في عام 1919.
خدم مانرهايم في فوج الحرس الخيالة الإمبراطوري حتى عام 1904، رغم تعيينه في إدارة إسطبلات البلاط الإمبراطوري من 1897 حتى 1903. تخصص مانرهايم خبيراً بالخيل وشراء فحول الاستيلاد والخيول القتالية. في سنة 1903، عـُيّن مسؤولاً عن سرية خيـّآلة للعرض وأصبح عضواً في مجلس تدريب الفروسية لأفواج الفرسان.
بعد انفصاله عن زوجته، بات وضع غوستاف مانرهايم المالي قاتماً، فاقمته خسائر القمار. اكتئاب، فحاول الخروج من هذه الحالة من خلال تغيير البيئة. تطوع مانرهايم للخدمة في الحرب الروسية-اليابانية عام 1904. في أكتوبر 1904، نـُقل إلى فوج فرسان نيجين الثاني والخمسين في منشوريا، برتبة مقدم. تمت ترقيته إلى رتبة عقيد لشجاعته في معركة موكدن سنة 1905.
لدى عودته من الحرب، ذهب مانرهايم في عطلة رسمية بين أقاربه في فنلندا والسويد 1905-1906. باعتباره من الفرع الباروني من عائلته، كان عضواً عن طبقة النبلاء الدورة الأخيرة للبرلمان فنلندا.
عندما عاد إلى سان بطرسبرغ، سـُئـِل ما إذا كان يود قيام برحلة عبر تركستان إلى بكين كضابط استخبارات سري. أراد رئيس الأركان العامة الروسية الجنرال باليتسين معلومات استخبارية دقيقة من أرض الواقع عن الإصلاح والتحديث الذي تقوم به من سلالة تشينغ. أراد الروس معرفة الجدوى العسكرية لغزو غربي الصين، بما في ذلك مقاطعات شينجيانغ وقانسو وشينجيانغ، في صراعها مع بريطانيا من أجل السيطرة على آسيا الداخلية والمعروف ب «اللعبة الكبرى». بعد الكثير من المداولات، انضم مانرهايم متنكراً في زي جامع إثنوغرافي ببعثة عالم الآثار الفرنسي بول بليو إلى سمرقند في تركستان الروسية (أوزبكستان الآن). بدأت البعثة من محطة سكة حديد قزوين بأنديجان في يوليو 1906، بيد أن مانرهايم أمضى الجزء الأكبر منها وحده، بعد خلافه مع بليو في طريقها إلى كاشغر في مقاطعة شينجيانغ الصينية.

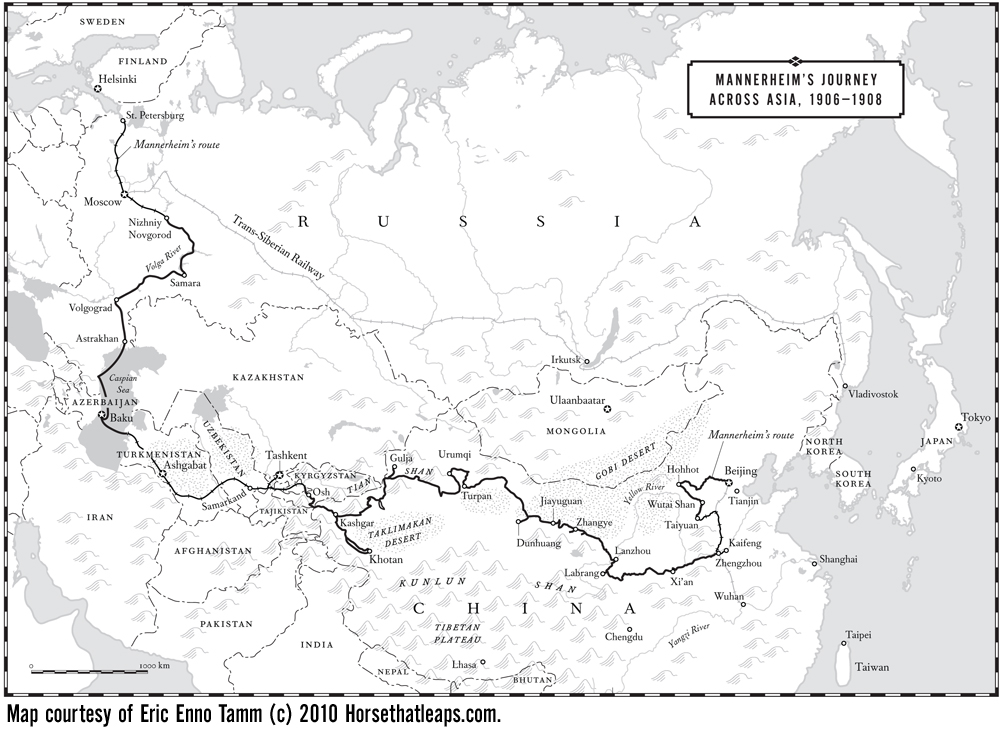
مسيرة غوستاف مانرهايم عبر آسيا من سانت بطرسبرغ إلى بكين، 1906-08.

في قافلة صغيرة، تضم دليل من القوزاق ومترجم صيني وطاهي يوغوري، ارتحل مانرهايم أولاً إلى خوتان بحثا عن جواسيس بريطانيين ويابانيين. لدى عودته إلى كاشغر، توجه شمالاً إلى سلسلة جبال تيان شان، ماسحاً وتقصياً مواقف قبائل الكالميك والكازاخ والقيرغيز اتجاه قومية الهان الصينية. وقد وصل إلى العاصمة الإقليمية أورومتشي، ثم اتجه شرقاً كومول وتوربان ودونهوانغ في مقاطعة قانسو. وتابع أن سور الصين العظيم من خلال ممر قانسو، وحقق عن قبيلة اليوغور. من لانجو عاصمة المقاطعة توجه جنوباً إلى داخل الأراضي التبتية ودير من لابرانغ، حيث رشقه رهبان كارهون للأجانب بالحجارة. في أعقاب ذلك توجه إلى شيان وتشنغتشو وكايفنغ في وسط الصين. في تشنغتشو، أخذ القطار نحو تاييوان عاصمة مقاطعة شانسي، ثم ارتحل إلى جبل ووتاي المقدس لدى البوذيين، حيث التقى بالدالاي لاما، الذي شن حملة وليدة لتحرير التبت من الحكم الإمبراطوري الصيني. قدم مانرهايم للحـَبر التبتي مسدسه الخاص هدية للحماية ضد الصينيين. بعد ذلك اتجه مانرهايم شمالاً وراء سور الصين العظيم في السهوب التي يشغلها تقليدياً الرعاة المغول. وصوله في هوهوت عاصمة منغوليا الداخلية، فوجد المغول في مزاج متمرد بسبب حاكم عسكري فاسد كان قد استعمر مراعيهم بمزارعين من الهان الصينيين. في النهاية وصل مانرهايم إلى بكين في يوليو 1908، حيث عمل على تقريره استخباري العسكري. وعاد إلى سان بطرسبرغ عن طريق اليابان وسكة حديد سيبيريا. تقريره العسكري كان وصفاً مفصلاً للتحديث في أواخر عهد سلالة تشينغ، شاملاً التعليم والإصلاحات العسكرية واستعمار عرقية الهان لأراضي العرقيات الأخرى الحدودية والتعدين والصناعة، وإنشاء السكك الحديدية وتأثير اليابان وتدخين الأفيون.
بعد عودته في عام 1909، عـُيّن على قيادة فوج فلاديمير أولن الثالث عشر في مينسك مازوفيتسكي في بولندا. في العام التالي، تمت ترقية مانرهايم إلى رتبة ميجر جنرال ووضع قائداً على فوج الأولن لحراسة حياة جلالته الأولن في وارسو. في سنة 1912، صار جزءاً من الحاشية الامبراطورية، وفي السنة التالية تم تعيينه قائداً للواء فرسان.
في بداية الحرب العالمية الأولى، خدم مانرهايم قائداً للواء حرس الفرسان، وحارب على الجبهتين النمساوية المجرية والرومانية. بعد تميزه في القتال ضد القوات النمساوية المجرية، تحصل مانرهايم على وسام القديس جورج من الطبقة الرابعة في ديسمبر 1914. فقال بعد تلقيه هذه الوسام أن «بإمكانه الآن الموت بسلام». في مارس 1915، عـُيِّن مانرهايم على قيادة فرقة الفرسان الثانية عشر.
حصل على إجازة لزيارة فنلندا وسان بطرسبرغ في بداية سنة 1917، فشهدت اندلاع ثورة فبراير. بعد عودته إلى الجبهة، تمت ترقيته إلى رتبة فريق في أبريل 1917 (سـُجلت الترقية بتاريخ سابق في فبراير 1915)، تولّى قيادة فيلق الفرسان السادس في صيف عام 1917. إلا أن أهمية مانرهايم انحدرت مع الحكومة الجديدة التي اعتبرته غير مؤيدٍ للثورة. وفعلاً صار مانرهايم معارضاً صارماً ضد الشيوعية. في سبتمبر استراح من واجباته بدخوله في إجازة مرضية إثر سقوطه عن صهوة خيله. كان حينها في الاحتياط ويحاول استعادة صحته في أوديسا. قرر التقاعد والعودة إلى فنلندا، حيث ذهب في ديسمبر.

## من النصر في الحرب الأهلية الفنلندية إلى أن صار وصياً

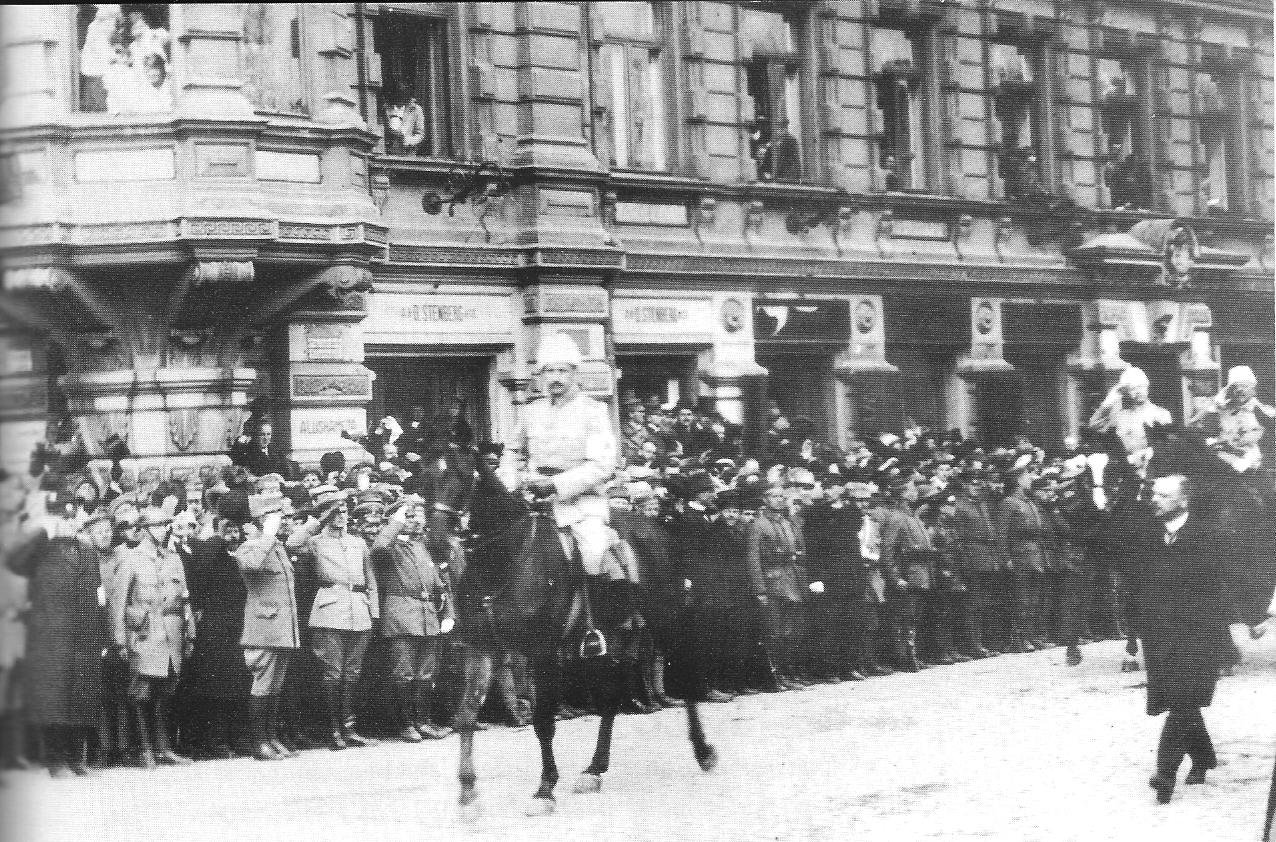
مانرهايم يقود موكب النصر في نهاية الحرب الأهلية الفنلندية في هلسنكي، 1918.

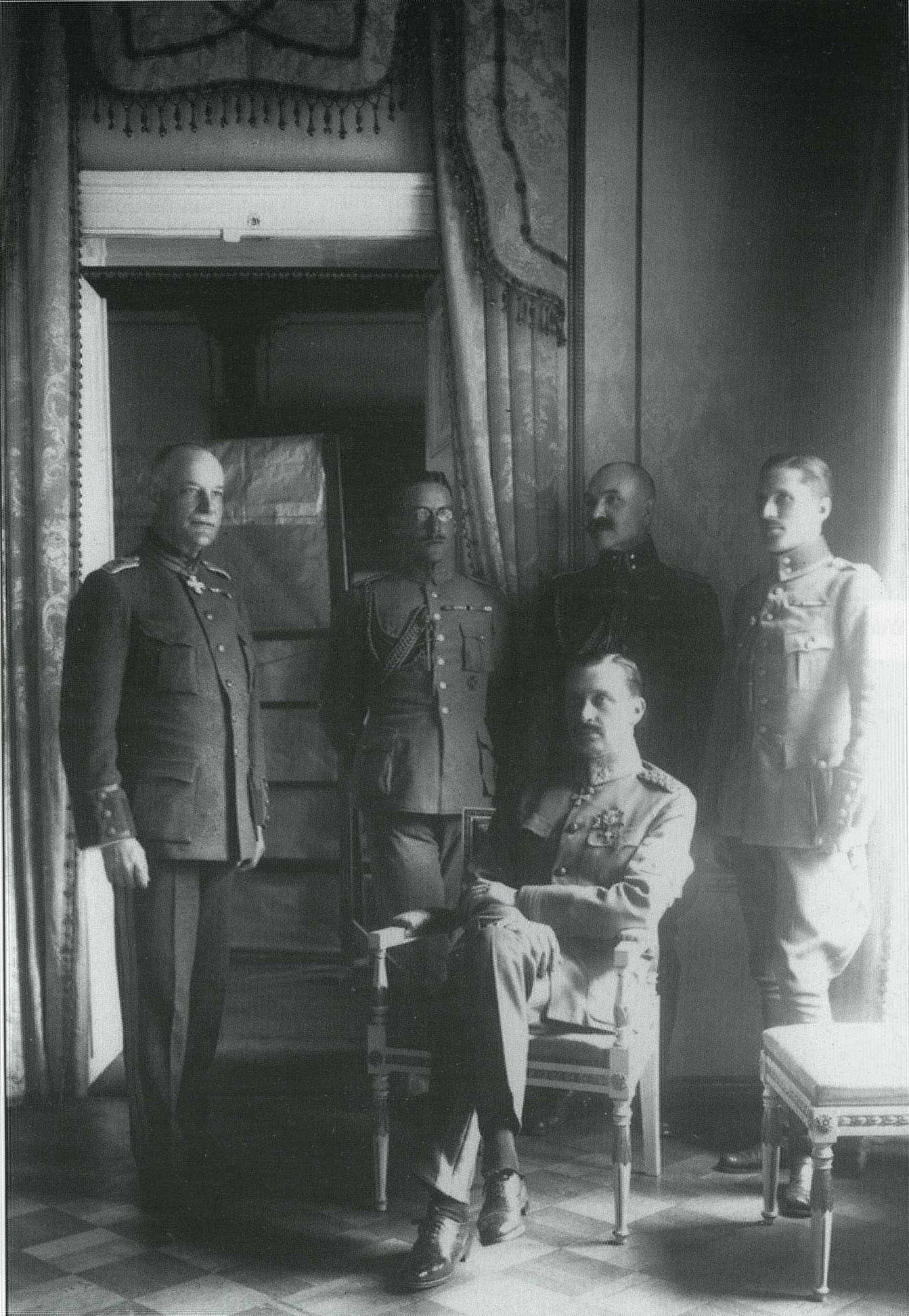
مانرهايم وصياً (جالس)، مع معاونيه (يساراً) اللفتنانت كولونيل ليليوس، النقيب كيكوني، اللفتنانت يورما غالن كاليلا، الملازم البحري روسنبرويير.

في يناير 1918، عـَيـّن مجلس الشيوخ فنلندا المستقلة حديثاً بقيادة بير إفيند سفينهوفد مانرهايم قائداً أعلى للجيش الفنلندي غير الموجود تقريباً، والذي لم يكن آنذاك أكثر من بعض التشكيلات المحلية للحرس الأبيض. تمثلت مهمته بالدفاع عن الحكومة وقواتها خلال الحرب الأهلية (أو الحرب من الحرية، كما يسميها «البيض») التي اندلعت في البلاد. استلهمت الحرب الأهلية من ثورة أكتوبر في روسيا. قبـِل بالمنصب رغم الشكوك حول موقف الحكومة المؤيد لألمانيا. أسس مقره في فآسا، وبدأ بنزع سلاح الحاميات الروسية ورجالها ال 42500. خلال الحرب الأهلية، تمت ترقية مانرهايم إلى جنرال سلاح الفرسان (Ratsuväenkenraali) في مارس 1918.
بعد انتصار البيض، استقال مانرهايم من قيادة العليا للجيش. خشي مانرهايم من رد فعل الحلفاء على سياسات الحكومة الفنلندية المؤيدة للألماني خلال الأشهر الأخيرة من الحرب العالمية الأولى. فسعى بأن ينأى بنفسه عن الحكومة، غادر فنلندا في يونيو 1918 لزيارة أقاربه في السويد.
في السويد، تباحث مانرهايم مع دبلوماسيين من الحلفاء في استكهولم، مشيراً إلى معارضته لسياسة الحكومة الفنلندية الموالية للألمان وإلى تأييده للحلفاء. في أكتوبر 1918، أُرسل إلى بريطانيا وفرنسا ممثلاً عن الحكومة الفنلندية، في محاولة للحصول على اعتراف بريطانيا والولايات المتحدة باستقلال فنلندا. في ديسمبر، تم استدعاؤه مرة أخرى إلى فنلندا من باريس بعد أن كان قد تم انتخاب وصياً مؤقتاً في فنلندا. كان هناك أيضاً الملكيين الذين أرادوا جعله ملكاً على فنلندا. كوصي، غالباً ما وقع مانرهايم الوثائق الرسمية مستخدماً اسم "Kustaa" وهي الصيغة الفنلنديه لاسمه غوستاف، في محاولة لتأكيد فنلنديته لبعض قطاعات الشعب الفنلندي من المتشككين بشأن خلفيته في القوات المسلحة الروسية. لم يعجب مانرهايم اسمه الأخير - إميل - فكان يوقع باسم ك. غ. مانرهايم أو ببساطة مانرهايم. بين أقاربه وأصدقائه المقربين كان يدعى غوستاف.
بعد تخلي الملك فردريش كارل أمير هسن عن العرش، أمـّن مانرهايم الاعتراف بالاستقلال الفنلندي من بريطانيا والولايات المتحدة. كما طلب وتحصل على مساعدات غذائية لتجنب المجاعة. ورغم كونه من أكثر المناوئين المتحمسين للبلشفية، رفض التحالف مع جنرالات الروس البيض وجيوشهم، لأنهم ربما لم يكونوا لتقبلوا باستقلال فنلندا. في يوليو 1919، بعد أن أكد دستور جمهوري جديد، ترشح مانرهايم في الانتخابات الرئاسية الأولى بدعم حزب الائتلاف الوطني وحزب الشعب السويدي. خسر الانتخابات في البرلمان أمام كآرلو يوهو ستولبيرغ فترك الحياة العامة.

## فترة ما بين الحربين
لم يشغل مانرهايم أي مناصب عامة خلال فترة ما بين الحربين العالميتين ويعزى ذلك إلى أن العديد من سياسي الوسط واليسار نظروا إليه كشخصية مثيرة للجدل بسبب معارضته الصريحة للبلشفية، رغبته المفترضة بالتدخل الفنلندي لصالح حركة البيض خلال الحرب الأهلية الروسية، والنفور من الاشتراكيين الفنلنديين، الذين يرءوا فيه جنرال أبيض برجوازي. كما شك مانرهايم بأن السياسة الحديثة على أساس حزبي من شأنها إفراز قادة مبدئيين وكفوئين سواءً في فنلندا أو في أي مكان آخر. في رأيه القاتم، وكثيرا ما يضحى الساسة الديمقراطيون بمصالح الوطن للمصلحة الحزبية. خلال سنوات ما بين الحربين، كانت أعمال مانرهايم إنسانية في المقام الأول. فترأس الصليب الأحمر الفنلندي وأسس رابطة مانرهايم لرعاية الطفولة.
في العشرينات والثلاثينات، عاد مانرهايم إلى آسيا، حيث سافر واصطاد على نطاق واسع. في أولى رحلاته سنة 1927، تجنب المرور عبر الاتحاد السوفيتي، وذهب بالسفينة من لندن إلى كلكتا. من هناك سافر برا إلى بورما، حيث أمضى شهراً في رانغون، ثم ذهب إلى غانغتوك في ولاية سيكيم الهندية. عاد إلى بلاده بالسيارة والطائرة عبر البصرة، بغداد، القاهرةو البندقية.
رحلته الثانية، سنة 1936، كانت إلى الهند بالسفينة عبر عدن إلى بومباي. خلال اقامته في الهند، التقى مانرهايم بأصدقاء ومعارف قدامى من أوروبا. خلال أسفاره ورحلات صيده، زار مدراس ودلهي ونيبال. وفي نيبال، دعي الملك تريبهوفان مانرهايم إلى الانضمام إلى مطاردة نمر. فقتل نمراً بطول 2.23 م سبق أن قتل رجلين. جلده معروض في متحف مانرهايم في هلسنكي.
في عام 1929، رفض مانرهايم أن يصبح خطاب اليمين المتطرف دكتاتورية عسكرية بالأمر الواقع، ولو أنه أعرب عن بعض الدعم لحركة لابوا اليمينية. بعد انتخاب الرئيس بير إفيند سفينهوفد سنة 1931، عين مانرهايم رئيساً لمجلس الدفاع الفنلندي. وفي ذات الوقت، تلقى مانرهايم تعهداً خطياً بأن يصبح القائد العام للجيش الفنلندي في حالة نشوب الحرب. (جدد كووستي كاليو خليفة سفينهوفد هذا الوعد سنة 1937). في عام 1933، حصل على رتبة مارشال حرب (sotamarsalkka). وبحلول ذلك الوقت، أصبح ينظر مانرهايم من قبل الجمهور، بما في ذلك بعض الاشتراكيين السابقين، وأقل قدر من 'الأبيض العام، وأكثر من شخصية وطنية. وقد تعزز هذا الشعور من تصريحاته العلنية تحث المصالحة بين الأطراف المتصارعة في الحرب الأهلية، والحاجة إلى التركيز على الوحدة الوطنية والدفاع.
أيد مانرهايم صناعة فنلندا العسكرية وسعى (عبثا) لتأسيس الاتحاد الدفاع العسكري مع السويد. ومع ذلك، إعادة تسليح الجيش الفنلندي لم يحدث بسرعة أو كما فضلا عن انه يأمل وانه لم يكن متحمسا للحرب. وكان قد خلافات كثيرة مع حكومات مختلفة، ووقع العديد من رسائل الاستقالة.

## القائد الأعلى

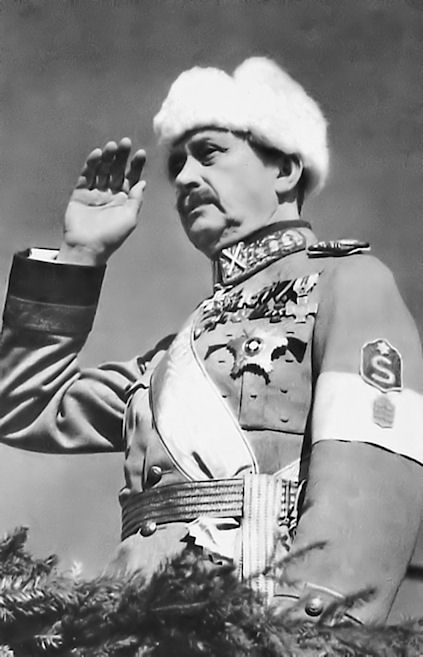
مانرهايم سنة 1937

حين فشلت المفاوضات مع الاتحاد السوفياتي عام 1939، سحب مانرهايم استقالته في 17 أكتوبر. وأصبح القائد العام للقوات المسلحة الفنلندية إثر الهجوم السوفياتي في 30 نوفمبر. قال في رسالة وجهها إلى ابنته صوفي: «لم أكن رغباً بتولي مسؤولية القائد العام، فلا سـِنـّي ولا صحتي تخول لي بذلك، ولكن كان علي الإذعان لنداء رئيس الجمهورية والحكومة، وهأنا ذا أخوض حرباً للمرة الرابعة».
وجـّه أول أوامره المثيرة للجدل غالباً إلى قوات الدفاع في نفس يوم بداية الحرب:
نظـّم مانرهايم مقر القيادة في ميكيلي على عجل. كان رئيس أركانه الفريق أكسل أيرو، في حين أُرسـِل صديقه المقرب الجنرال رودولف فالدن ممثلاً للقيادة لدى مجلس الوزراء من 3 ديسمبر 1939 حتى 27 مارس 1940، وأصبح بعد ذلك وزيراً للدفاع.
قضى مانرهايم معظم حرب الشتاء وحرب الاستمرار في مقره بميكيلي لكنه زار الجبهة مرات عديدة. ظل بين الحربين قائداً أعلى للجيش، والتي كان ينبغي أن تعود بصرامة الرؤساء (كووستي كاليو وريستو روتي) بعد معاهدة سلام موسكو، في 12 مارس 1940.
قبل الحرب الاستمرار، عرض الألمان على مانرهايم قيادة القوات الألمانية في فنلندا البالغة حوالي 80.000 رجل. ورفض مانرهايم ذلك حتى لا يربط نفسه وفنلندا بأهداف الحرب النازية. احتفظ مانرهايم بالعلاقات مع حكومة أدولف هتلر في إطارها الشكلي بقدر الإمكان، وعارض بنجاح مقترحات من أجل إقامة تحالف. كما أن مانرهايم لو لم يرفض بشدة السماح لقواته المشاركة في حصار لينينغراد لكان انتهى بها الأمر بأن تصبح جزءاً منه.
كانت ذكرى ميلاد مانرهايم الخامسة والسبعين في 4 يونيو 1942 مناسبة هامة. حيث منحته الحكومة اللقب الفريد مارشال فنلندا. ولا يزال حتى الآن الشخص الوحيد الذي نال على هذا اللقب. قام هتلر بزيارة مفاجئة على شرف ذكرى ميلاد مانرهايم والذي كان أقل سروراً بها وتسببت ببعض الحرج.

### زيارة أودولف هتلر

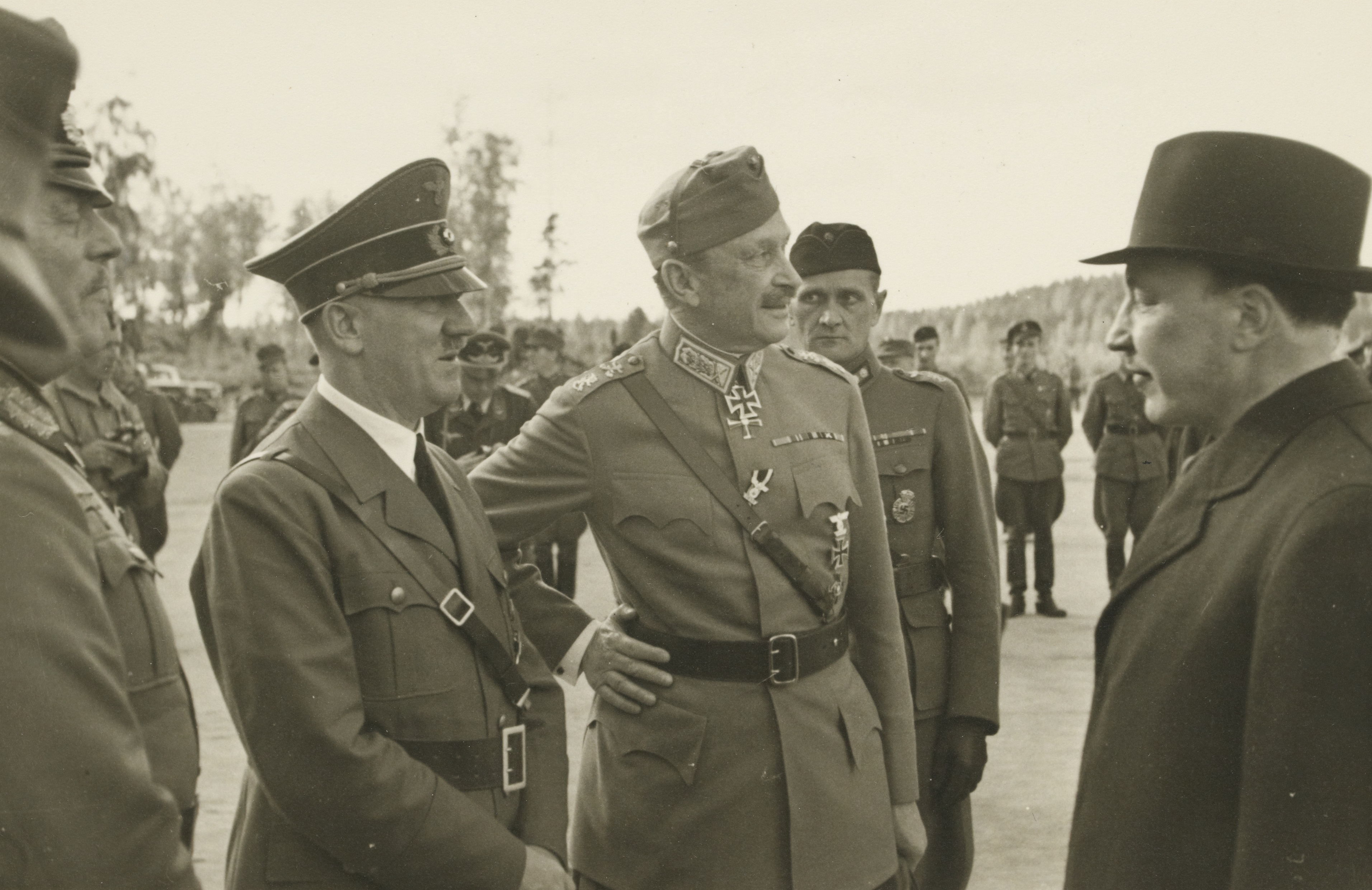
حديث مع هتلر وريستو روتي. مانرهايم على يسار هتلر (منتصف الصورة).

قرر الزعيم النازي ادولف هتلر زيارة فنلندا في 4 يونيو 1942، بزعم تهنئة مانرهايم في عيد ميلاده 75. ولكن مانرهايم لم يـُرد مقابلته في مقره في ميكيلي ولا في هلسنكي، كي لا تبدو كما لو كانت زيارة دولة رسمية. فعـُقد الاجتماع قرب إيماترا في جنوب شرق فنلندا، وجرى ترتيبها في سرية.
رافق الرئيس روتي هتلر من مطار إيمولا، ز ذهبا إلى المكان حيث ينتظر مانرهايم عند مسار جانبي للسكك الحديدية. بعد كلمة من هتلر، وإثر تناول وجبة عيد ميلاد ومباحثات بينه وبين مانرهايم، عاد هتلر إلى ألمانيا. كان الرئيس روتي وغيره من الفنلنديين والألمان رفيعي المستوى حاضرين أيضاً. قضى هتلر نحو خمس ساعات في فنلندا. أراد هتلر أن يطلب من الفنلنديين تصعيد العمليات العسكرية ضد السوفيات، لكنه كما يبدو لم تكن له أي مطالب محددة.
خلال الزيارة، تمكن مهندس من هيئة الإذاعة الفنلندية يدعى تور دامن من تسجيل أول 11 دقيقة من المحادثات الخاصة بين هتلر ومانرهايم. كان عليه فعلها سراً، فهتلر لم يكن ليسمح أبداً لأحد بالتسجيل له دون أن يكون مستعداً. كان دامن قد كـُلف بتسجيل كلمات عيد ميلاد الرسمية وردود مانرهايم وبعد تلك الأوامر بإضافة ميكروفونات لعربات قطار معينة. للأسف، اختار مانرهايم وضيوفه الذهاب إلى عربة لم يكن بها ميكروفون. تصرف دامن بسرعة، فأدخل ميكروفوناً عبر إحدى نوافذ العربة إلى رف شبكي فوق حيث كان هتلر ومانرهايم جالسين مباشرة. بعد 11 دقيقة من محادثة هتلر ومانرهايم الخاصة، اكتشفت حراسة هتلر من اس اس الخيوط الآتية من خارج النافذة، فأدركوا أن المهندس الفنلندي كان يسجل المحادثة. أشاروا له بإيقاف التسجيل على الفور، فامتثل. طلب حراس الإس إس الشريط ليـُتخلص منه فوراً، ولكن في النهاية سـُمح لهيئة الإذاعة الفنلندية بالاحتفاظ ببكرة الشريط بعد وعدٍ بإبقائه في علبة مغلقة. أُعطيت لرئيس مكتب رقابة الدولة كوستا فيلكونا وفي سنة 1957 عادت إلى هيئة الإذاعة. وبعد سنوات قليلة عـُرض على العامة. وهو التسجيل الوحيد المعروف لهتلر متحدثاًَ بنبرة غير رسمية.
تروي قصة لا أساس لها بأن مانرهايم أشعل سيجاراً خلال لقاءه مع هتلر. اعتقد مانرهايم بأن هتلر سيطلب مساعدة فنلندا ضد الاتحاد السوفياتي، الأمر الذي لم يكن مانرهايم راغباً في تقديمه. لمـّا أشعل مانرهايم للسيجار، تلهث الحضور، فكـُره هتلر للتدخين كان معروفاً جيداً. إلا أن هتلر استمر بالحديث بهدوء، دون أي تعليق. وبهذه الطريقة، تمكن مانرهايم القاضي من تقييم ما إذا كان هتلر يتحدث من موقع قوة أو ضعف. كان قادراً على رفض طلب هتلر، مع العلم أن هتلر كان في موقف ضعيف، لم يمكـّنه بأن يملي عليه طلباته.

### تقييم قيادة مانرهايم
ليس من اليسير تقييم سـِجل مانرهايم في زمن الحرب كقائد أعلى للقوات المسلحة الفنلندية. حتى يومنا هذا، جعل مقام مانرهايم الرفيع من انتقاد طريقة إدارته للحرب ترقى إلى ما يقرب من الخيانة (خصوصاً أن الانتقادات جاءت غالباً من مصادر سوفياتية وفنلندية شيوعية). قد يكون من الأسهل تقسيم دور مانرهايم إلى قسمين: مانرهايم القائد العسكري ومانرهايم السياسي.
كان مانرهايم قائداً عسكرياً ناجحاً عموماً. حفظت قوات الدفاع الفنلندية تحت قيادته بلادها من الاحتلال السوفياتي. حرص مانرهايم على عدم استنزاف أرواح جنوده، وتجنب المخاطر غير الضرورية. لعل أكبر عيوبه كانت عدم رغبته في التفويض. فرغم وجود عدد من المرؤوسين الكفوئين مثل الجنرال أكسل أيرو، أصر مانرهايم بأن يقدم جميع رؤساء الأقسام في القيادة العامة الفنلندية التقارير له مباشرة، تركاً القليل لرئيس الأركان العامة جنرال المشاة إريك هاينريشس للقيام به. أثقل مانرهايم كاهله بالعمل، فعانى التنسيق بين مختلف الأقسام في القيادة العامة. وقد لـُمـّح إلى أن أحد أسباب أخذ الفنلنديين على حين غرة بالهجوم السوفياتي في البرزخ الكاريلي في يونيو 1944 أن مانرهايم لم يتمكن من رؤية غابة الأشجار. لم يدخر مانرهايم أي سلطة أخرى لجمع المعلومات الاستخباراتية وتحويلها إلى أوامر تنفيذية.

## روابط خارجية
- كارل غوستاف إميل مانرهايم على موقع IMDb (الإنجليزية)
- كارل غوستاف إميل مانرهايم على موقع الموسوعة البريطانية (الإنجليزية)
- كارل غوستاف إميل مانرهايم على موقع مونزينجر (الألمانية)
- كارل غوستاف إميل مانرهايم على موقع إن إن دي بي (الإنجليزية)
- كارل غوستاف إميل مانرهايم على موقع قاعدة بيانات الفيلم (الإنجليزية)